# Palazzo Tassoni Estense
Palazzo Tassoni Estense (o più semplicemente palazzo Tassoni) di Ferrara si trova in via della Ghiara (già via della Ghiaia) al civico 36. È un importante edificio del XV secolo appartenuto alla nobile famiglia Tassoni, ramo Tassoni Estense (o Estense Tassoni).

## Storia

### Costruzione e primi secoli

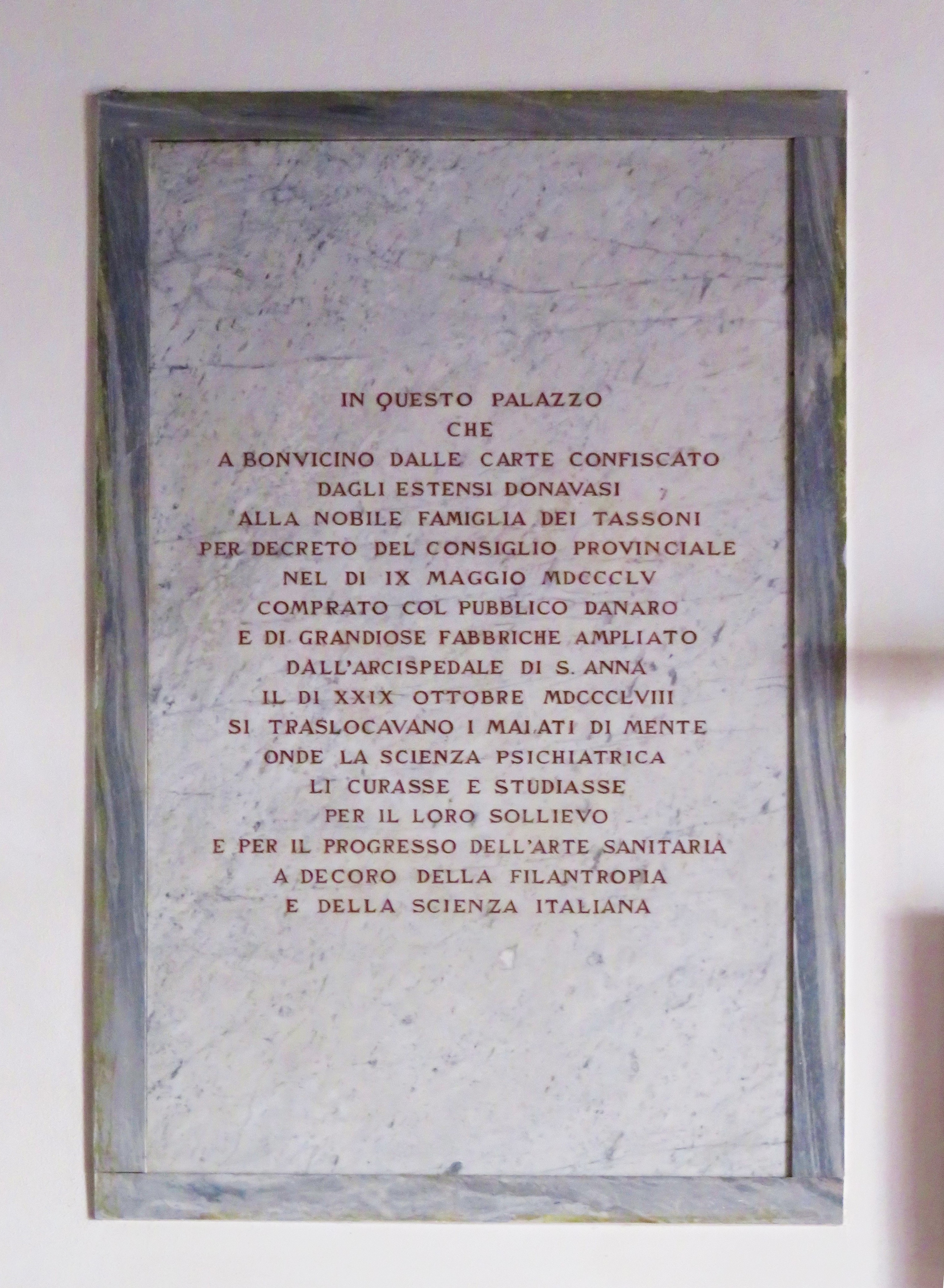
Epigrafe marmorea nel salone di accesso di palazzo Tassoni che ricorda la storia dell'edificio.

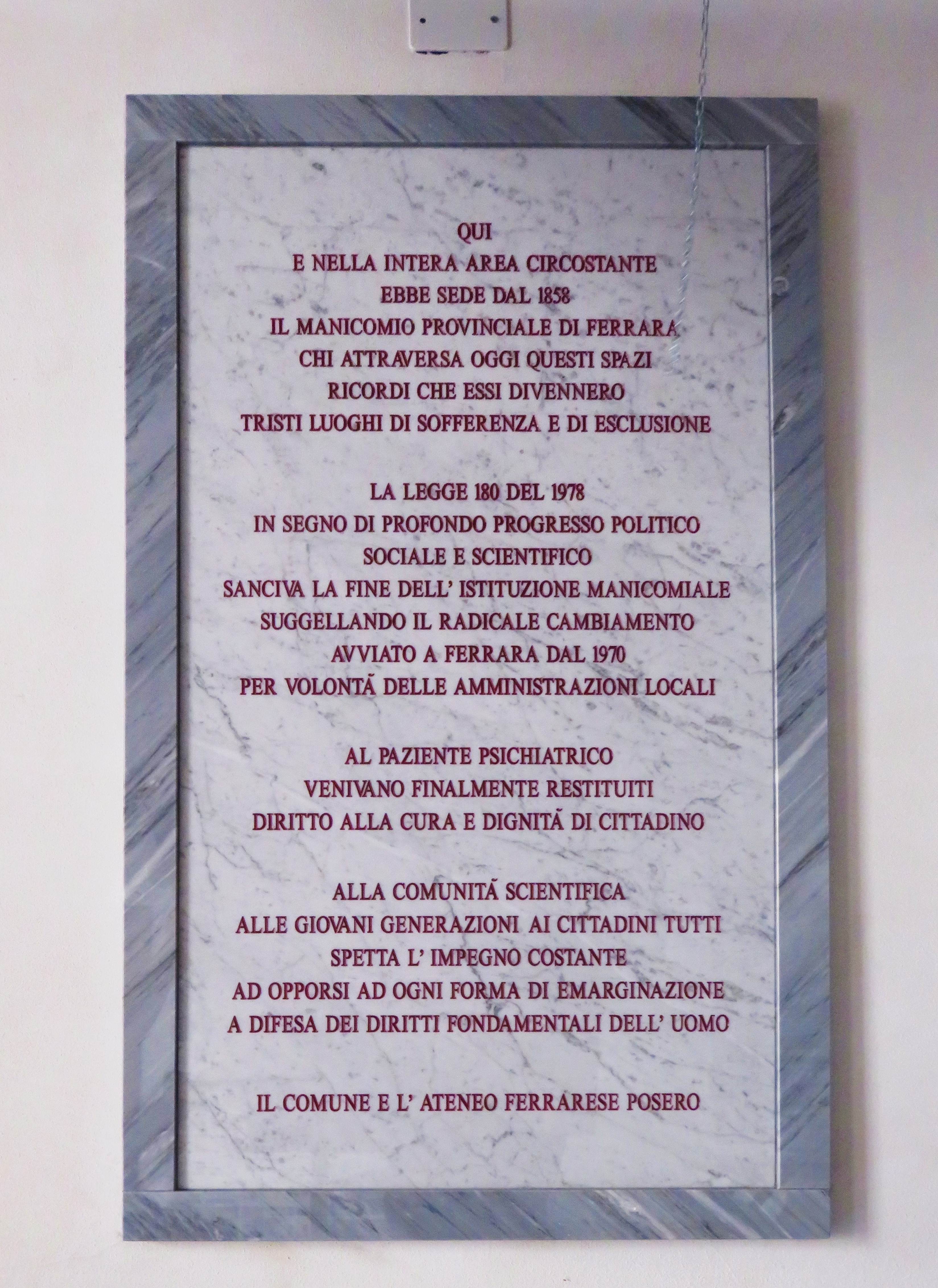
Epigrafe marmorea nel salone di accesso di palazzo Tassoni che ricorda la legge 180 del 1978 ed il periodo nel quale la struttura era un manicomio.

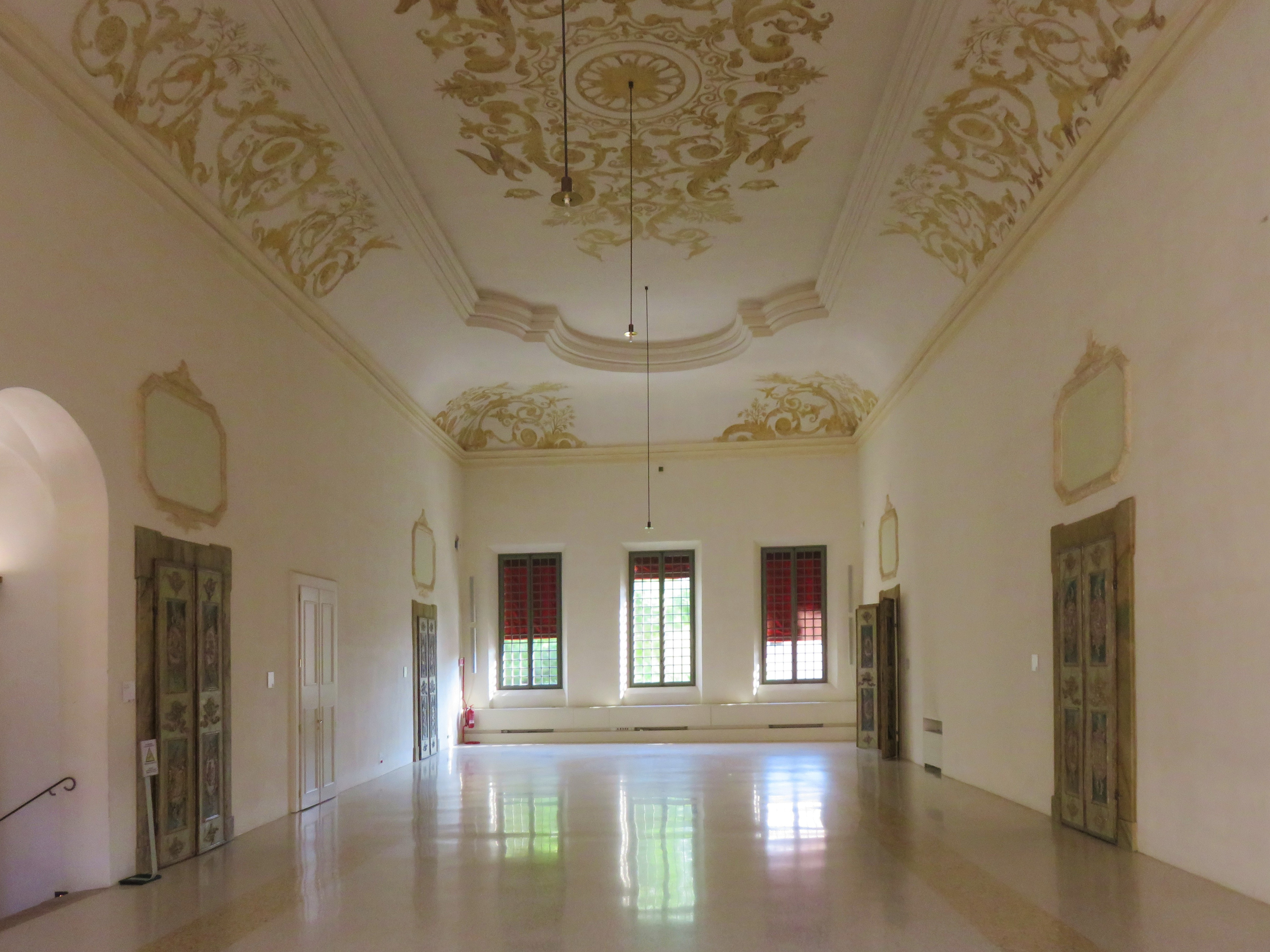
Salone d'onore al piano nobile di palazzo Tassoni

Il palazzo venne edificato nel XV secolo probabilmente per Bonvicino dalle Carte che all'epoca ricopriva l'incarico di fattore generale degli estensi, con Borso d'Este, dal 1466 al 1475.
Bonvicino poi cadde in disgrazia e quindi il palazzo fu confiscato e donato da Ercole I d'Este alla famiglia nobile dei Tassoni, originaria di Modena. 
In quel periodo fu ristrutturato per conto dei nuovi proprietari dall'architetto di corte Biagio Rossetti nel 1491.

### XIX e XX secolo
Nel 1855 è stato acquisito dalla provincia di Ferrara e da quel momento utilizzato dall'ospedale Sant'Anna per ospitarvi, dal 1858, alcuni reparti destinati ai malati di mente.
Una lapide posta nel salone d'ingresso da via della Ghiara ricorda come nell'edificio e nell'intero quartiere qui ebbe sede il manicomio provinciale di Ferrara e che solo dopo l'approvazione della legge 180 del 1978 questa istituzione poté avviarsi alla sua radicale trasformazione, continuando il percorso avviato dell'amministrazione locale e grazie, in particolare, al lavoro dello psichiatra Antonio Slavich, che ne fu direttore dal 1971 al 1978.

### XXI secolo
Già con la fine del XX secolo l'intero complesso venne destinato a sede universitaria. I lavori, progettati da alcuni docenti del Dipartimento di Architettura, hanno consentito di rendere agibile parte dell'edificio per l'ateneo estense dal 2009.
L'immobile che si affaccia su via della Ghiara è ultimato mentre le parti più meridionali necessitano di ulteriori interventi, resi più necessari dopo il sisma del 2012.

## Architettura
La struttura complessiva del palazzo comprende una grande area racchiusa da via della Ghiara, via Quartieri, via dei Baluardi e una via privata interna sul lato di via delle Chiodare. L'accesso principale è in via della Ghiara al numero 36. 
Il nucleo storico del XV secolo è costituito dall'edificio a due piani (piano terra e piano nobile) con tipica costruzione rinascimentale che racchiude un cortile interno la cui parte meridionale comprende un piccolo loggiato.